# Eduard Fiala
Eduard Fiala (9. dubna 1855 Praha – 7. října 1924 Praha) byl český stavební inženýr, podnikatel, umělecký zahradník, numismatik, sběratel umění a kustod Zemského muzea v Praze.

## Život
Narodil se v rodině uměleckého zahradníka Josefa Fialy (1816–1884), původem z Poličan u Kutné Hory, a jeho druhé manželky Terezie (1822–1905). Zahradníkem byl rovněž jeho křestní kmotr a strýc Eduard Fiala starší. Vystudoval gymnázium a stavební obor ČVUT v Praze.
V praxi spojil profesi stavitele a stavebního podnikatele s projektováním parků, zahrad a jejich rostlin. Zabýval se například zámeckou zahradou v Libochovicích. Kromě toho se profesionálně věnoval své zálibě v numismatice, a to v mincích i medailích. V letech 1899–1901 cestoval po Evropě. Jako správce a zpracovatel numismatické sbírky pracoval ve Vídni u vévody Ernsta Augusta Hannoverského, vévody z Cumberlandu.. Dále uspořádal soukromé numismatické sbírky knížete Arnošta Windischgrätze a velkoknížete Georgije Michajloviče Romanova v Petrohradu. V Praze a ve Vídni zpracoval numismatickou sbírku Šliků. Zabýval se také mincmistry a úředníky pražské mincovny, ražbami zlatých mincí z pražské mincovny v 16. a 17. století a dalšími tématy. Katalogy těchto sbírek vydával tiskem, zpočátku v německojazyčném vydání, později paralelně také česky.
Zájem o numismatickou sbírku jej přivedl do Zemského muzea v Praze, kde katalogizoval a pro výstavu připravil sbírku mincí Maxe Donebauera a další.
V roce 1919 založil Československou numismatickou společnost se sídlem v Praze a její periodikum  Věstník Čs. numismatické společnosti, do kterého také přispíval svými články a redakční prací.
Zemřel 7. října 1924 v Praze. Pohřben byl na Vinohradském hřbitově.
U příležitosti 50 let od jeho úmrtí mu byla roku 1974 na domě v Plavecké ulici na pražské Výtoni, kde bydlel, odhalena pamětní deska s Fialovou podobiznou.

## Rodinný život
26. května roku 1879 se v kostele sv. Petra v Praze oženil s Marií Peterkovou. Vlastnili dům čp. 1166/II v Půtově ulici, v Petrské čtvrti na Novém Městě pražském. Z manželství vzešli syn Kamil Fiala (1880–1930), pozdější námořní lékař na lodích společnosti Lloyd z Terstu, a dcera Viléma (* 1884).
Eduard Fiala zanechal velkou numismatickou sbírku a obsáhlou knihovnu.

## Vybrané publikace
- Beschreibung der Sammlung böhmischer Münzen und Medaillen des Max Donebauer, Vídeň, 1888–1890
- Das Münzwesen der Grafen Schlick, Vídeň, 1890
- Beschreibung böhmischer Münzen und Medaillen, Praha, 1891[11]
- Die Goldprägung der Prager Münzstätte im 16. und 17. Jahrhundert, Vídeň, 1899
- České denáry, Praha, 1895[12]
- Stručný přehled českého mincovnictví, Praha, 1923[13]
- Antonio Abondio, keroplastik a medajlér ve službě císařů a králů Maximiliana II. a Rudolfa II., Nákladem vlastním, Praha, 1909
- Peníze početní, Nákladem vlastním, Praha 1921
- Do Ottova slovníku naučného přispěl pod značkou Faa jako autor či spoluautor pěti hesly: Händel, Harder, Hema, Ješek a Kandler.